# Камбре (Ла-Корунья)
Камбре (гал. Cambre, ісп. Cambre) — муніципалітет в Іспанії, у складі автономної спільноти Галісія, у провінції Ла-Корунья. Населення — 23 231 осіб (2009).

## Географія
Муніципалітет розташований на відстані близько 500 км на північний захід від Мадрида, 10 км на південний схід від Ла-Коруньї.
Муніципалітет складається з таких парафій: Ансейс, Андейро, Брехо, Брібес, Камбре, Сесебре, Села, Мейшиго, Правіо, Сіграс, О-Темпле, Віго.

## Демографія
Динаміка населення (INE ):

## Уродженці
- Хуан Фернандес де Андейро — граф Оренський (1382—1383).